# San Antonio del Rul
San Antonio del Rul är en ort i Mexiko.   Den ligger i kommunen Moctezuma och delstaten San Luis Potosí, i den centrala delen av landet, 400 km nordväst om huvudstaden Mexico City. San Antonio del Rul ligger 1 889 meter över havet och antalet invånare är 177.
Terrängen runt San Antonio del Rul är huvudsakligen kuperad, men åt sydväst är den platt. Runt San Antonio del Rul är det tätbefolkat, med 591 invånare per kvadratkilometer. Närmaste större samhälle är La Manta, 13,7 km öster om San Antonio del Rul. Omgivningarna runt San Antonio del Rul är i huvudsak ett öppet busklandskap.